# Bezirk Mielec

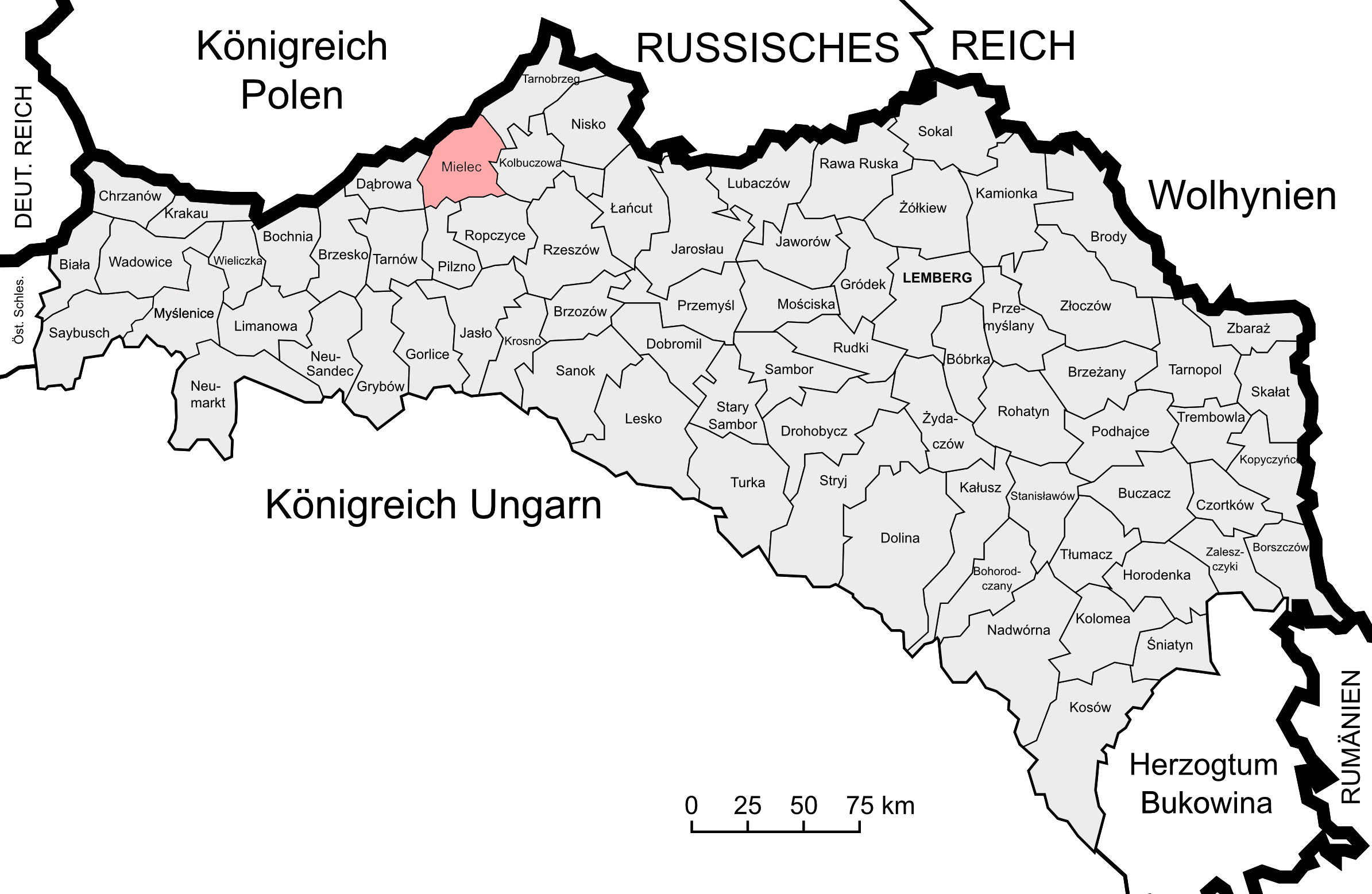
Lage des Bezirks Mielec im Kronland Galizien und Lodomerien

Der Bezirk Mielec war ein politischer Bezirk im Kronland Galizien und Lodomerien. Sein Gebiet umfasste Teile Westgaliziens im heutigen Polen (Powiat Mielec), Sitz der Bezirkshauptmannschaft war die Stadt Mielec. Nach dem Ersten Weltkrieg musste Österreich den gesamten Bezirk an Polen abtreten, hier sind große Teile heute im Powiat Mielecki zu finden.
Er grenzte im Nordwesten an das Russische Kaiserreich, im Nordosten an den Bezirk Tarnobrzeg, im Osten an den Bezirk Kolbuszowa, im Süden an den Bezirk Ropczyce, im Südwesten an den Bezirk Pilzno sowie im Westen an den Bezirk Dąbrowa.

## Geschichte
Ein Vorläufer des späteren Bezirks (Verwaltungs- und Justizbehörde zugleich) wurde zum Ende des Jahres 1850 geschaffen, die Bezirkshauptmannschaft Mielec war dem Regierungsgebiet Krakau unterstellt und umfasste folgende Gerichtsbezirke:
- Gerichtsbezirk Mielec
- Gerichtsbezirk Tarnobrzeg

Nach der Kundmachung im Jahre 1854 kam es am 29. September 1855 zur Einrichtung des Bezirksamtes Mielec (weiterhin für Verwaltung und Gerichtsbarkeit zuständig) innerhalb des Kreises Tarnów.
Nachdem die Kreisämter Ende Oktober 1865 abgeschafft wurden und deren Kompetenzen auf die Bezirksämter übergingen, schuf man nach dem Österreichisch-Ungarischen Ausgleich 1867 auch die Einteilung des Landes in zwei Verwaltungsgebiete ab. Zudem kam es im Zuge der Trennung der politischen von der judikativen Verwaltung zur Schaffung von getrennten Verwaltungs- und Justizbehörden. Während die gerichtliche Einteilung weitgehend unberührt blieb, fasste man Gemeinden mehrerer Gerichtsbezirke zu Verwaltungsbezirken zusammen.
Der neue politische Bezirk Mielec wurde aus folgenden Bezirken gebildet:
- Bezirk Mielec (mit 49 Gemeinden)
- Bezirk Zassów (mit 35 Gemeinden)
- Teilen des Bezirks Kolbuszów (Gemeinden Dobrynin, Jagodnik, Kossowy, Hüttenwald, Ostrów ad Tuszów, Ostrów ad Baranów, Przyłek mit Hucina, Rzochów, Rzemień mit Łuże, Siedlanka und Trzosowka)
- Teilen des Bezirks Dąbrowa (Gemeinde Małec)

Der Bezirk Mielec bestand bei der Volkszählung 1910 aus 101 Gemeinden sowie 76 Gutsgebieten und umfasste eine Fläche von 908 km². Hatte die Bevölkerung 1900 noch 76.458 Menschen umfasst, so lebten hier 1910 77.218 Menschen. Auf dem Gebiet lebten dabei mehrheitlich Menschen mit polnischer Umgangssprache (98 %) und römisch-katholischem Glauben, Juden machten rund 10 % der Bevölkerung aus.

## Ortschaften
Auf dem Gebiet des Bezirks bestand 1900 Bezirksgerichte in Mielec und Radomyśl Wielki, diesen waren folgende Orte zugeordnet:
Gerichtsbezirk Mielec (57 Ortsgemeinden):
- Babule
- Biały Bór
- Blizna
- Borki Nizińskie
- Borowa
- Brzyście
- Chorzelów
- Chrząstów
- Cyranka
- Czajkowa
- Dobrynin
- Gawłuszowice
- Gliny Małe
- Goleszów
- Grochowe
- Hyki i Dębiaki
- Jaślany
- Josefsdorf, Józefów
- Kębłów
- Kliszów
- Krzemienica
- Książnice
- Malinie
- Stadt Mielec
- Młodochów
- Ostrówek
- Padew Kolonia
- Padew Narodowa
- Piechoty
- Pławo
- Pluty
- Podleszany
- Przykop
- Reichsheim
- Rożniaty
- Rzędzianowice
- Rzemień
- Markt Rzochów
- Sadkowa Góra
- Schönanger
- Szydłowiec
- Toporów
- Trzciana
- Trześń
- Tuszów Kolonia
- Tuszów Narodowy
- Tuszyma
- Wojków
- Wojsław
- Wola Chorzelowska
- Wola Mielecka
- Wola Pławska
- Wola Zdakowska
- Zachwiejów
- Zaduszniki
- Zarównie
- Złotniki

Gerichtsbezirk Radomyśl Wielki (39 Ortsgemeinden):
- Błonie
- Breń Osuchowski
- Czermin
- Dąbrówka Wisłocka
- Dulcza Mała
- Dulcza Wielka
- Gliny Wielkie
- Górki
- Grzybów
- Hohenbach
- Izbiska
- Jamy
- Kawęczyn
- Kiełków
- Łączki Brzeskie
- Łysaków
- Łysakówek
- Otałęż
- Partynia
- Piątkowiec
- Pień
- Podborze
- Podole
- Przecław
- Markt Radomyśl
- Ruda
- Rydzów
- Surowa
- Szafranów
- Wadowice Dolne
- Wadowice Górne
- Wampierzów
- Wola Otałęzka
- Wola Wadowska
- Wola Dulecka
- Wylów bestehend aus den Ortsteilen Kądziółki und Wylów
- Zarówka
- Ździarzec
- Ziempniów